# Satélite de transmisión directa

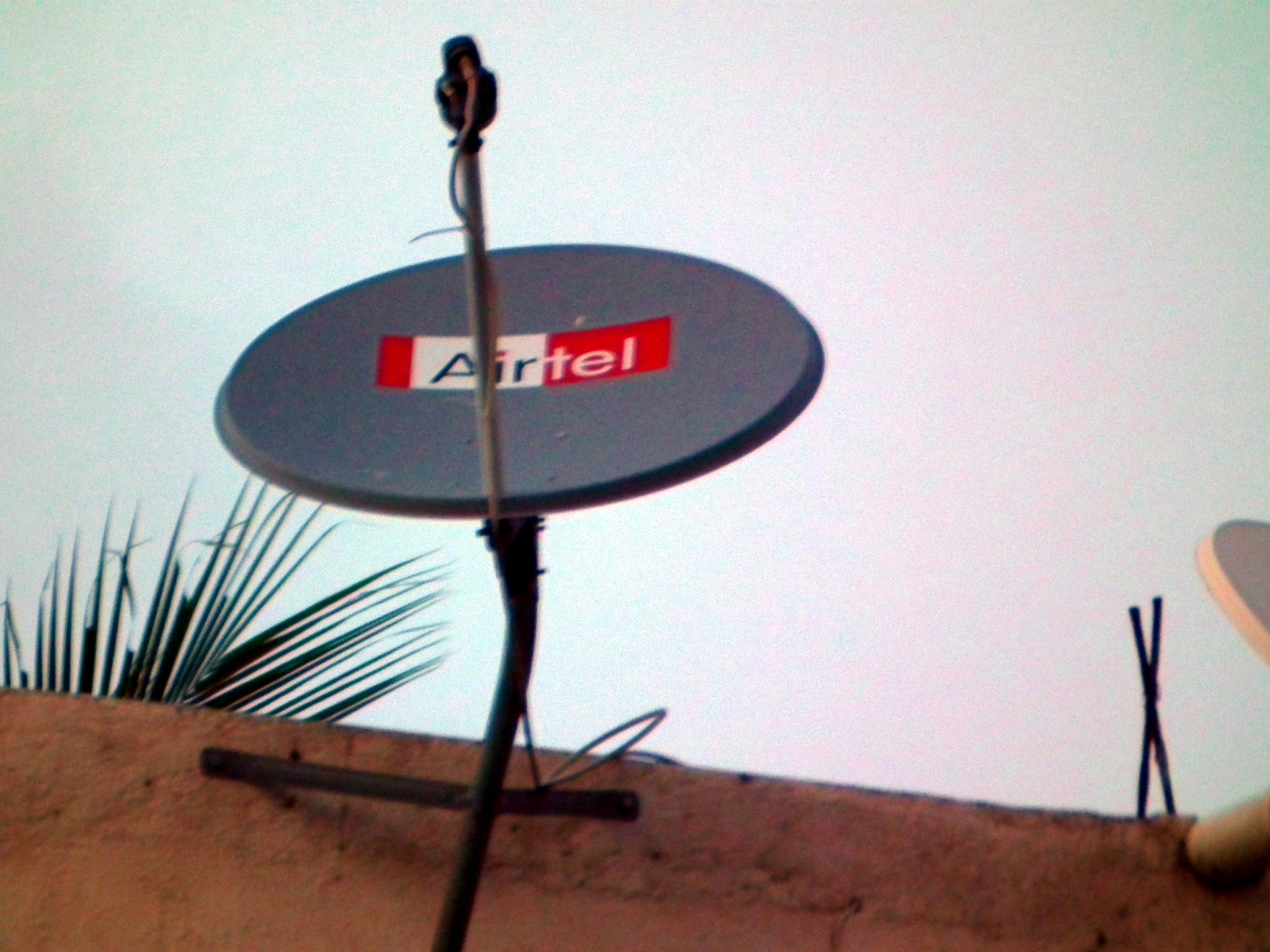
Una antena de plato DTH montado en la pared

El satélite de transmisión directa (conocido en inglés como Direct Broadcast Satellite y abreviado DBS) es el servicio que distribuye una señal de audio, vídeo o datos sobre una extensa zona predeterminada, haciendo uso de sistemas especialmente concebidos para ello, permitiendo la recepción con terminales de pequeño diámetro. Debido a su privilegiada posición espacial, los satélites son más adecuados para la difusión directa hacia terminales de usuario, ya que esto permite una conexión instantánea con una extensa zona. Además se puede conseguir grandes anchos de banda.
Históricamente la difusión por satélite comenzó por Estados Unidos, en los 80, pero la idea no cuajo, debido a los satélites en funcionamiento, ya que estos solo eran idóneos para servicios fijos.  El sistema DBS tiene bastante éxito en aquellos países desarrollados donde las redes CATV no tienen suficiente implantación.
El sistema DBS utiliza el espectro de frecuencias de 10.7-11.7 GHz (Banda Ku), aunque en un inicio en Estados Unidos empezaron a usar la Banda C. En sistemas DBS se desean antenas pequeñas, lo cual disminuye su directividad, efecto que se compensa separando los satélites.
Para conseguir una mayor protección frente a interferencias y ruido térmico se aplica polarizaciones cruzadas y desplazamientos en frecuencia con el fin de que la banda para DBS de una región esté dividida en canales que proporcionen esta doble protección.

## Características DBS
El sistema DBS presenta unas características que lo hacen único:
- Gran distancia entre el satélite y las estaciones terrenas.
- Las pérdidas en espacio libre son elevadas (del orden de 200 dB), por ello es necesario optimizar la ganancia de la antena, la eficiencia del transmisor, la figura de ruido del receptor y otros aspectos de modulación y codificación de la señal.
- Retraso en la señal, que en ocasiones puede provocar problemas de latencia en aplicaciones sensibles a este parámetro.
- Permite acceder a los servicios a un número grande y variable de usuarios de forma simultánea y eficiente con el mínimo control externo posible.
- Diseño del satélite: Optimización del tamaño y el peso para reducir el coste de la puesta en órbita, utilizar el mínimo posible de energía y prolongar la vida útil.
- Flexibilidad en la implementación de canales de comunicaciones.
- Autonomía: Capaz de funcionar sin mantenimiento en un entorno hostil.
- Estaciones terrenas: Asequibles por los usuarios a la vez que potentes y suficientemente sofisticadas para poderse comunicar de forma eficiente con los satélites.
- Instalación de la red costosa, pero inmediata.

## Banda de frecuencia
Al principio, en Estados Unidos, se usó la banda C de frecuencias. Actualmente en Europa y en la mayoría de regiones, se utiliza la banda Ku.

### Banda C
Esta banda de frecuencias se encuentra entre 4-6GHz. Se utilizó inicialmente porque era menos susceptible a la lluvia, pero se requiere un tamaño demasiado grande para las antenas receptoras y además pertenece a una banda congestionada (compartida por las microondas terrestres).

### Banda Ku

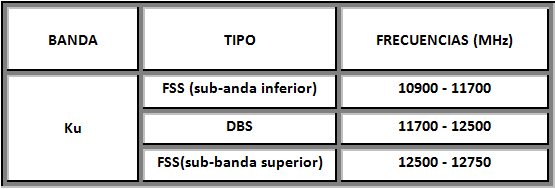
Tabla Banda Ku

Se encuentra entre 12-17GHz. Esta banda de frecuencias resuelve los problemas que tenía la banda C. Se reduce el tamaño de la antena receptora y también esta banda de frecuencias es de uso exclusivo para satélite.
Entre sus inconvenientes se encuentran la atenuación por lluvia y posibles pérdidas.

#### Tipo de polarización
El DBS es un sistema de satélites pensados para difundir directamente señal de TV o radio a los usuarios, para mejorar esta difusión utiliza una polarización circular del señal, otros sistemas de satélites que se usan para servicios fijos utilizan otro tipo de polarización llamada lineal.
- Circular (DBS): El campo eléctrico asociado a la onda electromagnética incidente en la antena avanza girando sobre su eje. Si el giro se produce en el sentido de las agujas del reloj, se denomina polarización a derechas, y si se realiza en sentido contrario, a izquierdas.

- Lineal (FSS): El campo eléctrico describe una trayectoria lineal. El concepto de vertical y horizontal se aplica a un par de ondas con polarización lineal cuyos vectores de campo eléctrico son ortogonales.

## Arquitectura
Los componentes de un sistema de transmisión directa vía satélite son básicamente tres: El emisor, el propio satélite y el receptor.

### Transmisor
La señal que se envía por el transmisor debe tener una potencia considerablemente grande, en torno a kW, para que el señal pueda llegar al satélite sin ser alterada por el ruido o interferencias.
El tamaño de la antena de transmisión varía según las características de la emisión, además esta antena debe recibir datos que envía el satélite sobre su posicionamiento y seguimiento (estas señales solo son captadas por la estación emisora), para así direccionar la antena de emisión.
En la estación emisora se necesitan instalaciones complementarias para poder enviar comandos al satélite y situarlo en su órbita, como estaciones de telemando o telemedida.
En las antenas, se pueden dividir según su número de reflectores parabólicos, uno o dos. Las antenas de un reflector parabólico pueden padecer de atenuaciones en el señal. En las antenas de dos reflectores parabólicos se soluciona este problema.

### Satélite

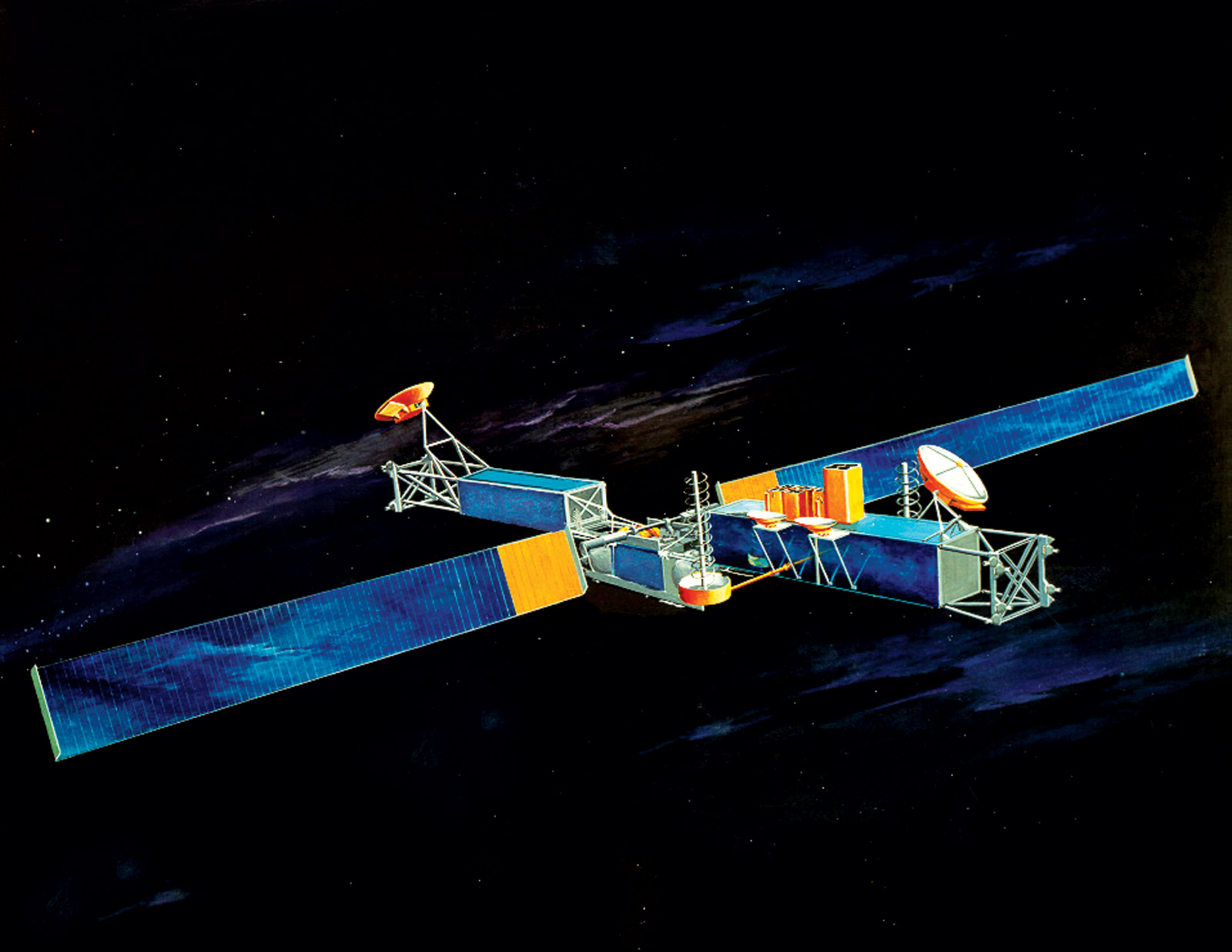
Satélite de comunicaciones MILSTAR

El satélite se puede considerar como un repetidor, ya que, recibe una señal y lo vuelve a enviar, (con la misma o distinta frecuencia portadora). Pero tiene la peculiaridad de que no se encuentra en un lugar fijo, su posición varia en el espacio.
Los satélites usan normalmente la órbita geoestacionaria (circular y ecuatorial), a unos 36.000 kilómetros de la Tierra. Se pueden diferenciar dos módulos en los satélites:
- Módulo de servicio: Depósitos de combustibles, baterías y reactores para localizar la posición del satélite.
- Módulo de comunicaciones: Se ejecuta la función de retransmisión de datos.

Dentro del módulo de comunicaciones distinguimos las funciones propias del satélite, están se pueden dividir en:
- Recepción: Antenas receptoras captan señales provenientes de las estaciones emisoras, como estas tienen gran potencia no hace falta una gran ganancia.
- Conversión: La función realiza una conversión de frecuencias entre señal de salida y de entrada, para ello se usan transpondedores.
- Conmutación: Se encarga de conectar los transpondedores entre sí.
- Transmisión: Su función es devolver el señal captado, direccionarlo al lugar indicado y con la potencia adecuada.

### Receptor

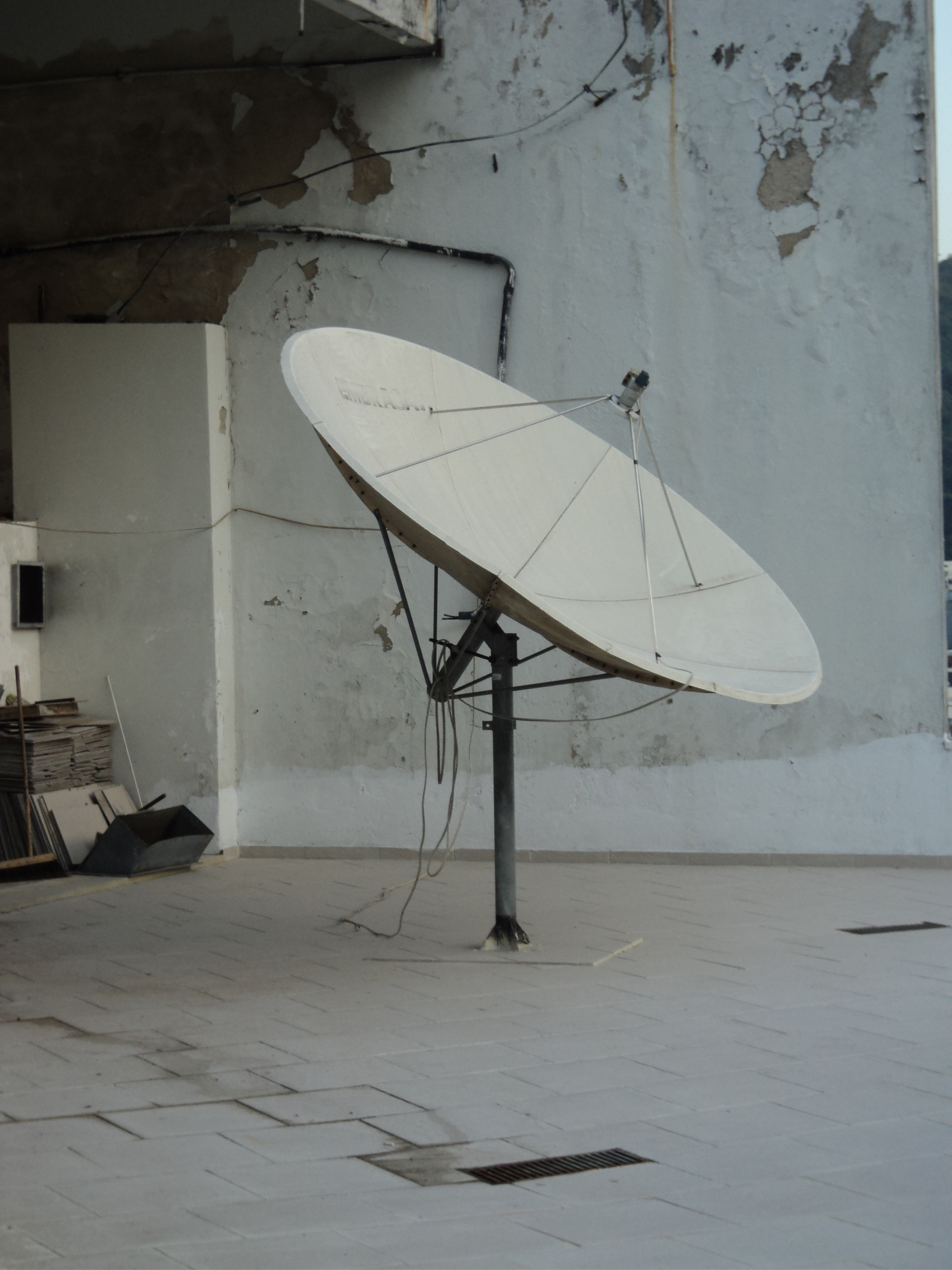
Antena parabólica

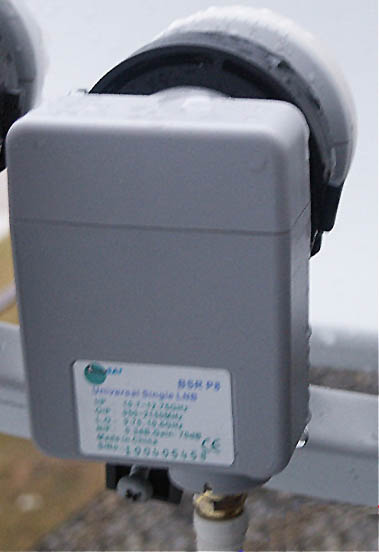
Vista trasera de un LNB de polarización lineal.

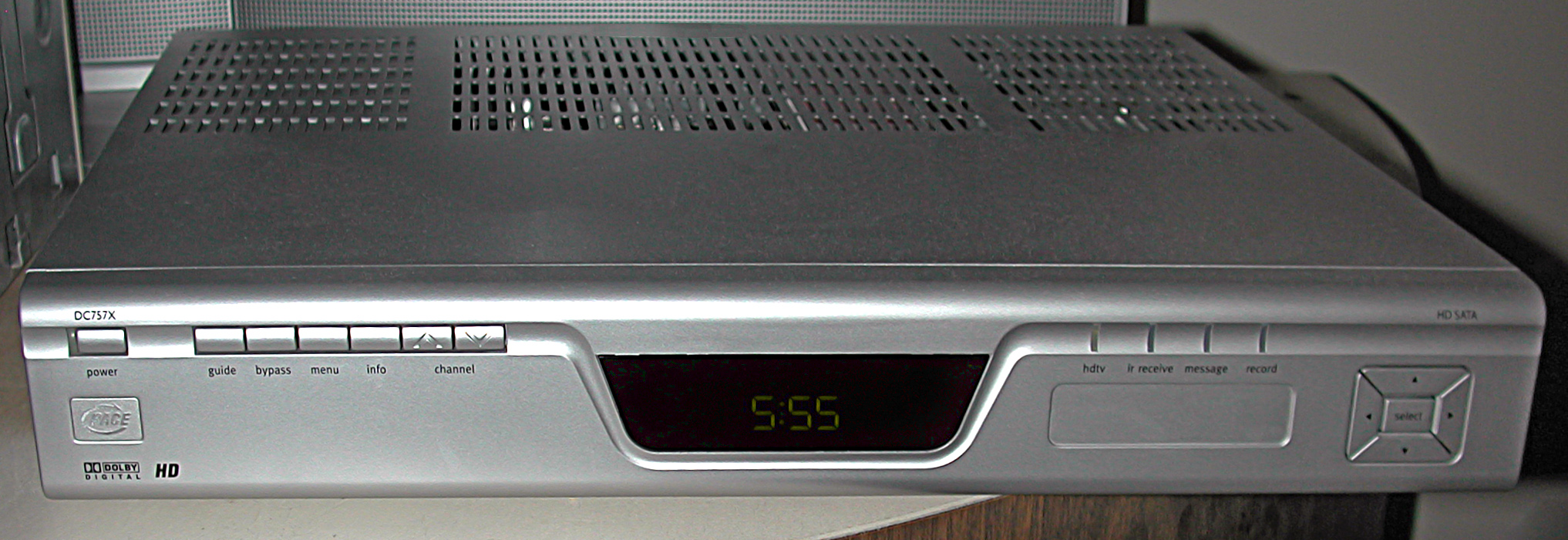
Receptor satelital.

Podemos diferenciar tres elementos básicos en la estación receptora:
Antena: capta emisión del satélite.
Unidad Externa: situada normalmente en la antena, desplaza la frecuencia a un margen inferior para su tratamiento con mayor facilidad.
Unidad Interna: Procesa la señal recibida de la unidad externa.

#### Antena
La antena es el elemento clave en la recepción del señal, su calidad se ve afectada por su orientación y por su relación señal-ruido. La mayoría de estas antenas son diseñadas con superficies parabólicas, la señal rebota en la superficie y se concentra en un punto llamado alimentador.
Hay diferentes tipos de antenas:
- Multisatelite (multihaz): Compuesto por múltiples alimentadores que dependiendo de su colocación recibirán las emisiones de distintos satélites a los que apuntan.
- Foco centrado: La unidad externa se sitúa en el foco de la parábola, esto es un inconveniente ya que queda una zona ensombrecida y se pierde señal. Se utiliza para instalaciones colectivas o receptores grandes.
- Offset: La unidad externa se sitúa en el punto focal, así se elimina la zona de sombra. Con este modo se puede reducir el tamaño de la antena, este tipo de antenas se utiliza para recepción individual.
- Cassegrain y Gregorian: En el foco de la parábola se sitúa un reflector (subreflector). La unidad exterior se sitúa en el foco del subreflector recibiendo las reflexiones de las ondas.
- Plana: Construidas a base de agrupaciones de antenas elementales alimentadas de forma adecuada.

Por lo que respecta al alimentador se trata de un sistema que capta las reflexiones de las señales reflejadas en la antena, también hay de diferentes tipos, según si la instalación se individual (polarrotor) o colectiva (ortomodo).

#### Unidad Exterior
La unidad exterior está compuesta por el conjunto antena-LNB (Low Noise Block), este se encarga de amplificar la señal y desplazar la banda recibida a una frecuencia intermedia, para así eliminar perdidas en el transporte del señal. Los requerimientos para recepción colectiva son superiores a los de recepción individual.

#### Unidad Interior
Su función es la de sintonizar y desmodular, con un demodulador adecuado al tipo de transmisión recibida. Para sintonizar un canal se utiliza un oscilador de frecuencia variable, la señal en esta frecuencia se lleva al receptor y este recupera las señales de video y audio en banda para posteriormente descodificarlas.

## Sistemas de satélite
En cada región del mundo, el sistema de satélite puede variar sus servicios además también de su propio contenido y/o arquitectura utilizada.

### América
Fue en Estados Unidos cuando comenzó a gestarse la idea del DBS, con lo que es normal que sea la región del mundo donde este más avanzado y más extendido el uso de DBS.

#### DirecTV

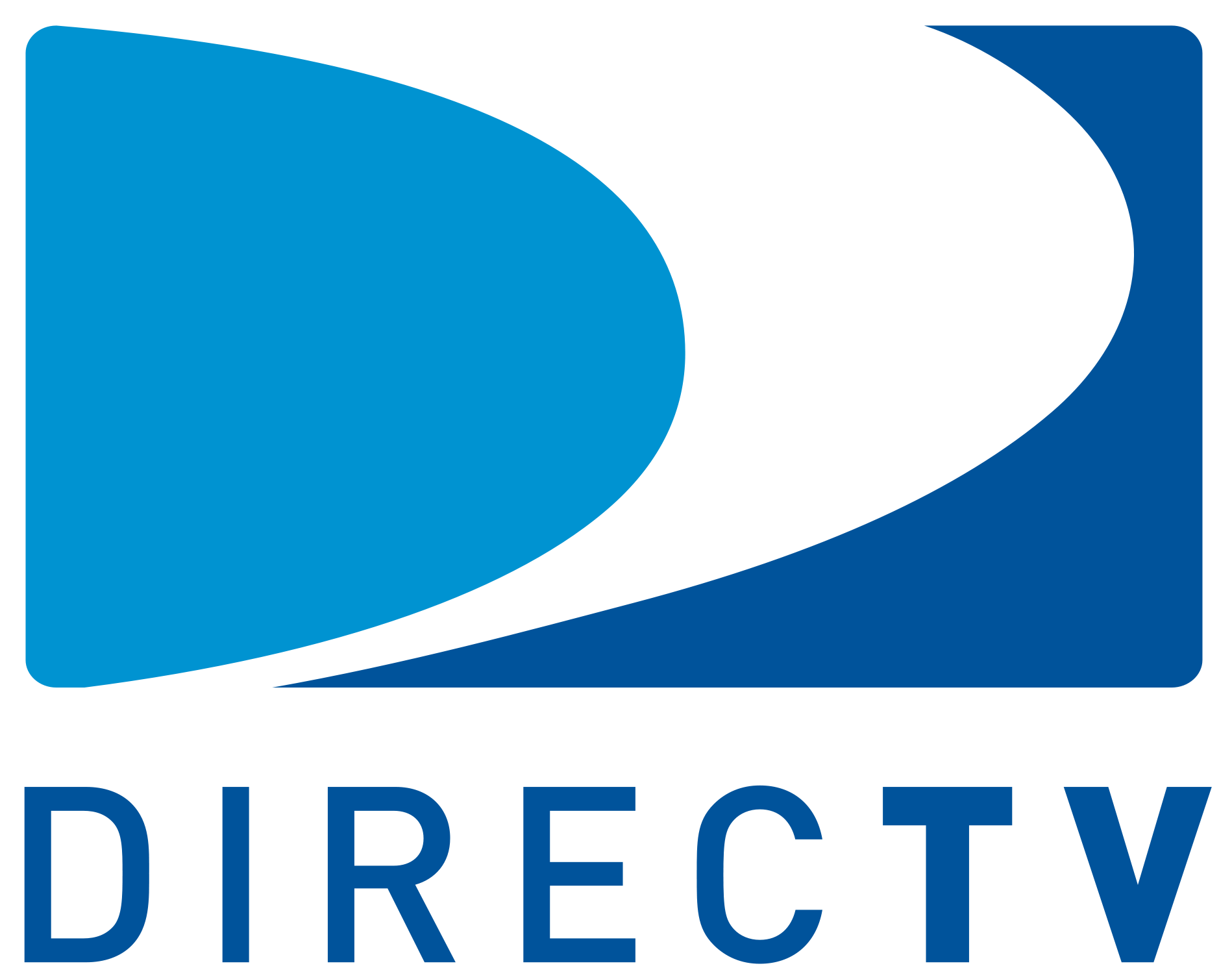
Logo DirecTV

DirecTV es actualmente el proveedor líder entre los servicios de DBS con más de 185 canales de calidad digital difundidos a los hogares y negocios que estén equipados con las unidades de recepción y antenas de 18.
Son tres satélites de alta potencia que emiten en banda Ku con 16 transpondedores de 120 W. Estos satélites están entre los satélites comerciales más poderosos. El primer satélite, DBS-1, fue lanzado en diciembre de 1993.
Todas las emisiones se originan en el CRBC, este centro de 55.000 pies cuadrados con 8 estaciones receptoras de satélite y 4 antenas transmisoras de 13 metros de diámetro.
La interactividad se resuelve en DirecTV con una conexión telefónica al receptor, a través de la cual se hará las peticiones de programación como el pay per view, eventos deportivos, entre otros.

#### DirecPC
Nuevo tipo de acceso a internet basado en el uso de terminales híbridos.
Este modelo de servicio híbrido (Hybrid Internet Access) se basa en el uso de las redes de cable y DBS ya existentes. Esto aportará interactividad y acceso a la información a través de canales asimétricos. Uno de los servicios aportados es el acceso a alta velocidad a Internet basado en un protocolo TCP/IP asimétrico.

#### DISH network

Logo DISH

DISH Network pertenece a la empresa Echostar. Fue introducido en el año 1996, por lo que fue el servicio que más tarde llegó al mercado del DBS en EE. UU. Actualmente tiene 4 satélites en órbita que ofrecen más capacidad que cualquier otro proveedor, ofreciendo casi 300 canales desde 3 localizaciones orbitales.

#### Otros proveedores
Otras compañías que ofrecen sistema de TV por satélite en América:
- Dish México
- Sky México
- Sky Brasil
- Via Embratel
- Movistar TV
- Claro TV
- Vivo S.A.
- Tuves HD
- TigoStar

### Europa
Al contrario que en Estados Unidos, el DBS en Europa está regulado por organismos estatales, nacionales y europeos. También hay un problema con la gran diversificación de lenguas en Europa, lo que hace más difícil una difusión sin fronteras, sin embargo, el hecho que la CATV no esté muy desarrollada juega a su favor.

#### ASTRA
Pertenece a la Sociedad Europea de Satélites. En total tiene 148 transpondedores con un capacidad para más de 500 canales de TV (analógicos y digitales) y más de 300 canales de radio (analógico y digital).

#### HISPASAT
Se constituyó en 1989 con el mandato del gobierno de gestionar un sistema español propio de comunicaciones por satélite. En 1996 se inició un proceso de privatización como consecuencia de la privatización de sus principales accionistas: Retevisión, Telefónica y BBVA.
Los servicios que ofrece son: DBS con capacidad para 5 canales de TV de 27 MHz de ancho de banda; también ofrece ayuda al servicio fijo como la RTB y la RDSI.

### Japón
La difusión directa por satélite en Japón tiene un desarrollo temprano con el lanzamiento del satélite BS-2B en 1987. Sin embargo Japón ha destacado en el desarrollo de la HDTV, el MUSE, con 1125 líneas. El satélite BS-3, lanzado en 1990, incorpora transpondedores apropiados para el sistema HDTV. Sky Perfect es quien es la encargada de la difusión de televisión por satélite en Japón.